# الرقم المجهول (مسلسل)
الرقم المجهول هو مسلسل تلفزيوني مصري عُرض أول مرة سنة 1969، بطولة صلاح ذو الفقار، ومن إخراج يوسف مرزوق.

## الأحداث
تدور أحداث المسلسل حول رشدي (صلاح ذو الفقار) الذي يتلقي اتصال من رقم مجهول وتتوالي الأحداث.

## الشخصيات الرئيسية
| - صلاح ذو الفقار - عبد المنعم إبراهيم - عايدة كامل - محمد الدفراوي - محمود ياسين - سهير رمزي - حمدي أحمد - محمد نوح - زوزو نبيل - صلاح نظمي - سميرة محسن | - عبد الخالق صالح - نعيمة الصغير - كوثر شفيق - سلامة إلياس - بدر نوفل - كامل أنور - بليغ حبشي - سيد زيان - حسن حسني - فايزة فؤاد - علوية فوزي |